# Antoni Wilk (konserwator zabytków)
Antoni Wilk (ur. 31 maja 1888 w Skaratkach, zm. 4 grudnia 1980 w Łodzi) – polski konserwator zabytków.

## Życiorys

### Młodość
Jako dziecko pracował w gospodarstwie rolnym oraz (od 1901 r.) terminował u szewca w Łowiczu. Uzyskał świadectwo czeladnika szewskiego (1905). W 1909 r. został powołany do wojska rosyjskiego. Służył w V Pułku Syberyjskim w Nikolskim Usuryjsku w kompanii rzemieślniczej. W kolejnych latach służył również w Smoleńsku, Wilnie i Kownie. W latach 1915-1918 przebywał w niewoli niemieckiej. Był więźniem obozu w Czersku, skąd został przydzielony do pracy w fabryce okrętów w Schichan. 

### Praca zawodowa
Został zwolniony w 1918 r., lecz z braku środków finansowych na podróż pozostał na miejscu. Ponownie został zatrzymany przez Niemców i skierowany do robót przymusowych w okolicach Elbląga. W pierwszych latach pracował w zawodzie szewca. W 1929 r. został skierowany do Miejskiego Muzeum w Elblągu, gdzie w okresach letnich pomagał w wykopaliskach archeologicznych, a w okresach zimowych pełnił funkcję laboranta. Pracował m. in. pod kierunkiem profesora Brunona Ehrlicha, zdobywając doświadczenie w opiece nad zbiorami muzealnymi. Był pracownikiem muzeum w Elblągu do lutego 1945 r. Przez krótki okres (od 15 kwietnia do 19 października 1945) pracował w szpitalu wojskowym w ZSRR, a następnie został zwolniony przez administrację radziecką i wrócił do rodzinnej miejscowości Skaratki.
Od 1946 r. pracował w Muzeum Prehistorycznym w Łodzi przemianowanym następnie na Muzeum Archeologiczne i Etnograficzne. Do jego obowiązków należała konserwacja ceramiki, metali i zabytków organicznych, praca w preparatorium chemicznym oraz prowadzenie ewidencji zabytków. W okresach letnich uczestniczył w pracach terenowych prowadzonych przez Katedrę Archeologii Uniwersytetu Łódzkiego. Przeszedł na emeryturę w 1957 r., pozostając aktywny jako laborant i uczestnik prac archeologicznych.
Został pochowany na cmentarzu przy ul. Szczecińskiej w Łodzi.